# Agna capillata
Agna capillata är en skalbaggsart som först beskrevs av Leconte 1855.  Agna capillata ingår i släktet Agna och familjen palpbaggar. Inga underarter finns listade i Catalogue of Life.